# Lake Morning
Der Lake Morning (in Neuseeland Morning Lake genannt) ist ein 3 km langer See an der Scott-Küste des ostantarktischen Viktorialands. Er liegt 15 km nördlich des Mount Morning am Ostrand des Koettlitz-Gletschers.
Der United States Geological Survey kartierte ihn anhand eigener Vermessungen und Luftaufnahmen der United States Navy. Das Advisory Committee on Antarctic Names benannte ihn 1963 in Anlehnung an die Benennung des Mount Morning. Dessen Namensgeber ist die Morning, eines der beiden Rettungsschiffe der britischen Discovery-Expedition (1901–1904).